# 질경이
질경이(문화어: 길짱구)는 꿀풀목 질경이과의 여러해살이풀이다.

## 생태
양지바른 길가나 들에서 흔히 자라며 사람이나 차가 다니는 길가에서도 끈질기게 살아남는 질긴 잡초이다. 줄기가 없다. 잎은 타원 모양인데 뿌리에서 바로 나와 여러 겹 서로 겹쳐져 비스듬히 갈라지며 퍼진다. 그 모양이 방사상이다. 길이가 4∼15cm, 폭이 3∼8cm이며 5개의 나란히맥이 뚜렷하여 주름져 보인다. 가장자리에 물결 모양의 옅은 톱니가 있다. 잎자루는 잎몸과 길이가 비슷할 정도로 길고 밑 부분이 넓어져서 한데 뭉친다. 꽃은 6~8월경 잎 사이에서 곧게 나온 길이 10∼50cm의 꽃자루 끝에 이삭을 이루며 하얗게 무리져 핀다. 열매는 삭과인데, 익으면 가운데 부분이 옆으로 갈라지며 6∼8개의 씨들이 밖으로 튕겨 나가 퍼진다. 씨는 길이가 2mm 정도이고 검은 색이다. 꽃이 피는 시기는 대체로 5~9월이다. 질경이 꽃말은 '발자취'이다.
효능 : https://blog.naver.com/gamayun17/223235041517

## 쓰임새
봄과 여름에는 어린순을 캐서 나물로 먹고, 가을에 나는 씨를 햇볕에 말려 약으로 쓴다. 말린 씨를 차전자(車前子)라 하는데, 이뇨 작용이 있고 설사를 멈추게 하며, 간 기능을 활성화시킨다. 가루내어 먹거나 볶은 것을 달여 먹는다. 잎은 차전(車前)이라 하는데, 역시 이뇨 작용이 있으며 잎사귀로 국을 끓여 먹기도 한다. 차전자피는 섬유질이 풍부해 장운동을 활발하게 하고 숙변을 제거하며 변비 치료에 도움을 줄 수 있다.

## 사진

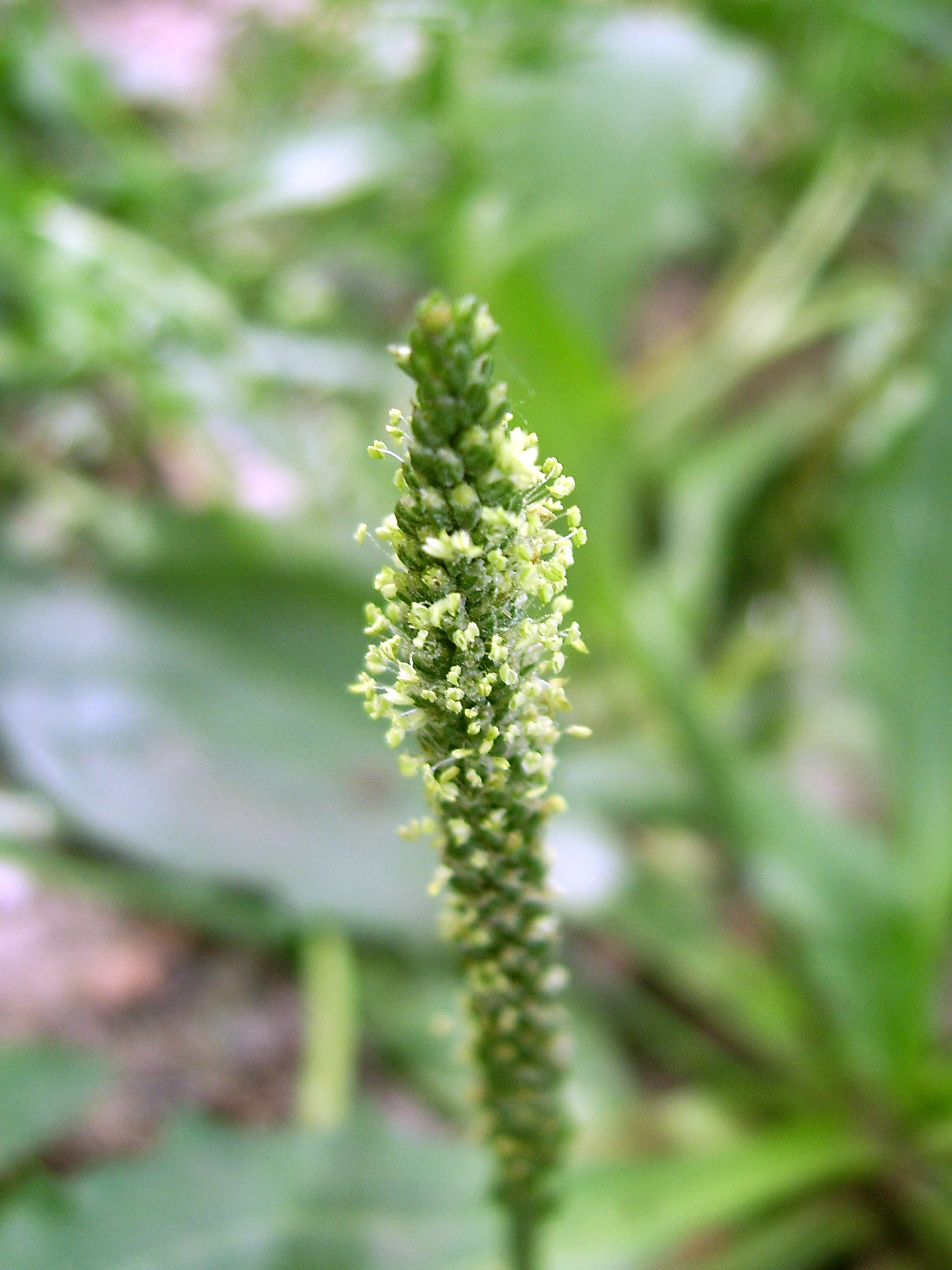
꽃